# Paquirrini
Francisco Gil Gamero (Sevilla, 24 de agosto de 1914 - 1 de julio de 2004) fue un futbolista que actuaba de centrocampista y su primer club profesional fue el CD Toledo.

## Trayectoria
Comenzó allá por los 18 años cuando fue para hacer unas pruebas en el Sevilla FC, equipo en el que no gozó de suerte, sus primeros años estuvo jugando en el Osario de Sevilla y Oriente, durante dos temporadas, jugando algunos partidos con el Betis, hasta que acabó la guerra civil y fue fichado por el Club Deportivo Toledo en la categoría de 3ª División.
Durante su estancia en el CD Toledo al finalizar la temporada 39/40 jugó con el CD San Fernando.
Militó en el Jerez Industrial, también estuvo cedido al Balón de Cádiz, al Navas de San Juan y al Sevilla (Aficionados). Desde Sevilla se marcha en 1942 al Xerez FC, donde permanecerá las próximas tres temporadas en la Segunda División. Terminada su estancia en Jérez, ficha por el Club Deportivo Málaga, con el que en su primera temporada conseguiría el ascenso a la Segunda División, en la que continuaría otras dos temporadas más. Tras pasar por el Portuense, ficha por el Real Betis Balompié, tras defender la camiseta bética durante las siguientes dos temporadas ficharía por el CD Utrera, 51/52. En 1952–1953, deja el Utrera y se marcha al Úbeda CF, donde pondrá fin a su carrera de trece años como futbolista.
Como entrenador, ha dirigido al Constantina, Morón, Úbeda, B. Linense, Jerez Industrial, Algeciras, Seres, San Fernando, Atlético Ceuta, Iliturgi, RC Portuense y Real Jaén.

## Clubes
| Club                            | País   | Año       |
| ------------------------------- | ------ | --------- |
| Osario de Sevilla               | España | 1935-1936 |
| Club Deportivo San Fernando     | España | 1936-1937 |
| Jerez Industrial Club de Fútbol | España | 1937-1938 |
| Balón de Cádiz                  | España | 1938-1939 |
| Navas de San Juan               | España | 1939-1940 |
| Sevilla Aficionados             | España | 1940-1941 |
| Xerez Fútbol Club               | España | 1942-1945 |
| Club Deportivo Málaga           | España | 1945-1948 |
| Racing Club Portuense           | España | 1948-1949 |
| Real Betis Balompié             | España | 1950-1951 |
| Club Deportivo Utrera           | España | 1951-1952 |
| Úbeda Club de Fútbol            | España | 1952-1953 |